# 奔跑吧 (第十一季)
《奔跑吧》第十一季（英語：Keep Running 11）是浙江衛視於2023年播出的一檔真人實境節目，是《奔跑吧》系列節目的第十一季。節目於2023年4月14日20:40播出先導片，4月21日起每週五20:20播出。
本季節目的常駐成員與上一季大致相同，包括了李晨、Angelababy、鄭愷、沙溢、白鹿、周深；蔡徐坤退出並由范丞丞加入補位，曾參加前季節目的宋雨琦則回歸，組成五男三女的常駐成員陣容。

## 簡介
本季以「开启美好奇幻旅程」為主題，宣傳海報也以奇幻為主題。節目由常駐成員與飛行嘉賓一同前往不同城市，按照每期設定的主題進行分組遊戲，並根據完成不同的任務決出勝負。
節目於每周五晚20:20在浙江卫视首播，並在半小時後於腾讯视频、优酷、爱奇艺、Z视介等網上平台上架。

## 成員
| 成員       | 年齡 | 備注                                                       | 參考來源    |
| 李晨       | 44   |                                                            | [ 1 ] [ 2 ] |
| 鄭愷       | 36   | 因病缺席第九期後半部分及第十期錄製                         | [ 1 ] [ 2 ] |
| Angelababy | 34   | 因行程原因缺席第三至六期錄製                               | [ 1 ] [ 2 ] |
| 沙溢       | 45   |                                                            | [ 1 ] [ 2 ] |
| 白鹿       | 28   |                                                            | [ 1 ] [ 2 ] |
| 周深       | 30   |                                                            | [ 1 ] [ 2 ] |
| 范丞丞     | 23   |                                                            | [ 1 ] [ 2 ] |
| 宋雨琦     | 23   | 因病缺席第四至六期錄製；因行程缺席第七至十期及第十二期錄製 | [ 1 ] [ 2 ] |

## 節目列表
由于节目剪辑及编排原因，第一集分为先导片和正片两集于4月14日及4月21日播出，第二、三集先导片以《好戏看浙里》名义借壳播出，重播时段换回自己的片头，同时暂停了当天中国蓝剧场的播出。第四期至第十期播出期间，电视端首播时段不再放出完整版节目，在重播时段均会完整放出，通过Z视介及其他網上平台可直接观看完整版节目。第十一、十二期因蔡徐坤相关事件，这两期节目电视端从未安排重播时段。
| 集數 | 主題                      | 拍攝地點     | 播出日期 | 飛行嘉賓 | 參考來源    |
| 0    | 先導片                    | 四川省成都市 | 4月14日  | 韓庚、蘇醒、武大靖、張婧儀 | [ 4 ] [ 5 ] |
| 1    | 跨越千年的崇拜 城市追擊戰 | 四川省成都市 | 4月21日  | 韓庚、蘇醒、武大靖、張婧儀 | [ 4 ] [ 5 ] |
| 2    | 底牌                      | 四川省成都市 | 4月28日  | 陳哲遠、馬伯騫、張大大 | [ 6 ]       |
| 3    | 鏡中怪談                  | 四川省成都市 | 5月5日   | 關曉彤、張一山、吉克雋逸 | [ 7 ]       |
| 4    | 青春歌會                  | 貴州省貴陽市 | 5月12日  | INTO1 | [ 8 ]       |
| 5    | 貴陽記憶                  | 貴州省貴陽市 | 5月19日  | 聶遠、孟佳、黃霄雲 | [ 9 ]       |
| 6    | 驛館秘事                  | 貴州省都匀市 | 5月26日  | 薛凱琪、章若楠、李昀銳、侯明昊 | [ 10 ]      |
| 7    | 破風逐夢                  | 浙江省紹興市 | 6月2日   | 费启鸣、李子璇、九尾、清清、icon、Baolan、徐梦洁、易大千、赵磊、赵让、 张嘉元、黄新淳、张紫宁、郑乃馨、张宸逍、张逸杰、王一哲、伍嘉成、陈碧舸、陈昕葳、 段钰、范帅琦、韩天宇、罗景文、林昕宜、米热、宋琳、宋霄瑛子、许淇杰 | [ 11 ]      |
| 8    | 天姥奇譚                  | 浙江省新昌縣 | 6月9日   | 马天宇、黄奕、张伟丽、蒋依依、孟子义 | [ 12 ]      |
| 9    | 好夢競賽                  | 吉林省延吉市 | 6月16日  | 魏大勋、张凌赫 | [ 13 ]      |
| 10   | 人參爭奪戰                | 吉林省延吉市 | 6月23日  | 魏大勋、孙珍妮、施柏宇、許宏志 | [ 14 ]      |
| 11   | 家族榮耀                  | 泰国曼谷     | 7月14日  | 王鶴棣、Minnie、蔡徐坤 | [ 15 ]      |
| 12   | 加入我們吧數學社          | 泰国芭提雅   | 7月21日  | 王鶴棣、楊芸晴、蔡徐坤 | [ 15 ]      |

## 節目內容
| 集數             | 主題                      | 最終任務地點                          | 隊伍 | 隊伍 | 勝利條件                                                                            | 結果 | 參考來源     |
| 集數             | 主題                      | 最終任務地點                          | 初始隊伍 | 最終隊伍 | 勝利條件                                                                            | 結果 | 參考來源     |
| 第一期 4月21日   | 跨越千年的崇拜 城市追擊戰 | 四川省成都市金牛區 天府人文藝術圖書館 | 追擊隊 李晨、周深、范丞丞、張婧儀 神鳥隊 Angelababy、鄭愷、沙溢、白鹿、宋雨琦、韓庚、蘇醒、武大靖 | 追擊隊 李晨、周深、范丞丞、張婧儀 神鳥隊 Angelababy、鄭愷、沙溢、白鹿、宋雨琦、韓庚、蘇醒、武大靖 | 追擊隊 抓住神鳥隊成員 神鳥隊 將太陽神鳥圖騰嵌入拼圖並點亮圖騰                       | 追擊隊勝出 獲得以太陽神鳥圖騰為主題設計的黃金飾品                                                                                   | [ 4 ] [ 5 ]  |
| 第二期 4月28日   | 底牌                      | 四川省成都市青羊區 西村·貝森大院      | 紅桃陣營 李晨、鄭愷、沙溢、白鹿、周深、范丞丞、宋雨琦、陳哲遠、馬伯騫 大王 \| JOKER陣營 Angelababy \| 張大大 | 紅桃陣營 沙溢、白鹿、宋雨琦、陳哲遠、馬伯騫 黑桃陣營 李晨、鄭愷、范丞丞 大王 \| JOKER陣營 Angelababy \| 周深、張大大 | 使棋盤上的棋子移動並到達本陣營的目的地                                              | 紅桃陣營勝出 獲得與本人擁有鑽石數量相應的金豆                                                                                       | [ 6 ]        |
| 第三期 5月5日    | 鏡中怪談                  | 四川省成都市武侯區 成都城市音樂廳     | 個人戰 | 個人戰 | 在夜半鐘聲響起時以人的身份打破魔鏡以解除魔咒                                        | 鄭愷勝出 獲得以魔鏡為主題設計的黃金飾品                                                                                             | [ 7 ] [ 16 ] |
| 第四期 5月12日   | 青春歌會                  | 貴州省貴陽市花溪區 貴州大學體育館     | 兄弟團 vs INTO1 | 兄弟團 vs INTO1 | 正確選出並排序歌單中前五名的歌曲                                                    | 打平 兩隊方陣各選出五位觀眾擔任領唱                                                                                                 | [ 8 ]        |
| 第五期 5月19日   | 貴陽記憶                  | 貴州省貴陽市花溪區 花溪十字街         | 粉隊 黃霄雲、李晨、孟佳 綠隊 聶遠、沙溢、白鹿 棕隊 周深、鄭愷、范丞丞 | 粉隊 黃霄雲、李晨、孟佳 綠隊 聶遠、沙溢、白鹿 棕隊 周深、鄭愷、范丞丞 | 完成與周深有關的秘密任務並使周深不能當上推薦官                                      | 全員勝出 獲得以貴陽山水為主題設計的黃金飾品；周深選擇與范丞丞一同加班介紹甲秀樓                                                     | [ 9 ]        |
| 第六期 5月26日   | 驛館秘事                  | 貴州省黔南州都匀市 都勻秦漢影視城     | 侍衛統領 \| 密信侍衛 \| 侍衛陣營 李晨 \| 章若楠 \| 白鹿、周深、侯明昊 荊軻 \| 密信使臣 \| 使臣陣營 沙溢 \| 范丞丞 \| 鄭愷、薛凱琪、李昀銳 | 侍衛統領 \| 密信侍衛 \| 侍衛陣營 李晨 \| 章若楠 \| 白鹿、周深、侯明昊 荊軻 \| 密信使臣 \| 使臣陣營 沙溢 \| 范丞丞 \| 鄭愷、薛凱琪、李昀銳 | 侍衛陣營 使侍衛統領與荊軻最終身處不同隊伍 使臣陣營 使侍衛統領與荊軻最終身處同一隊伍 | 侍衛陣營勝出 獲得金印章 | [ 17 ]       |
| 第七期 6月2日    | 破風逐夢                  | 浙江省紹興市越城區 紹興市奧體中心     | 李晨俱樂部 李晨、九尾、易大千、伍嘉成、林昕宜、宋琳 Baby俱樂部 Angelababy、徐夢潔、陳昕葳、陳碧舸 鄭愷俱樂部 鄭愷、韓天宇、清清、段鈺 沙溢俱樂部 沙溢、李子璇、張紫寧、許淇傑、張宸逍 白鹿俱樂部 白鹿、米熱、王一哲、張逸傑、范帥琦、宋霄瑛子 周深俱樂部 周深、趙讓、鄭乃馨、icon、Baolan、羅景文 范丞丞俱樂部 范丞丞、趙磊、費啟鳴、張嘉元、黃新淳 | 李晨俱樂部 李晨、Angelababy、范丞丞、伍嘉成、icon、九尾、Baolan、李子璇、徐夢潔、韓天宇、段鈺、趙讓、趙磊、陳碧舸、宋琳、羅景文、易大千、林昕宜、清清、鄭乃馨 白鹿俱樂部 白鹿、鄭愷、沙溢、周深、黃新淳、米熱、張嘉元、費啟鳴、許淇傑、王一哲、張宸逍、范帥琦、宋霄瑛子、張紫寧、張逸傑、陳昕葳 | 個人亞運助力值達800以上                                                             | 全員除鄭愷、周深、黃新淳外勝出 獲得特製專屬紀念獎牌；伍嘉成、宋琳、易大千、林昕宜、九尾、李晨、韓天宇、段鈺、清清、范丞丞獲得金獎牌 | [ 11 ]       |
| 第八期 6月9日    | 天姥奇譚                  | 浙江省紹興市新昌縣 天姥閣             | 李晨、黃奕 Angelababy、馬天宇 鄭愷、孟子義 沙溢、蔣依依 白鹿、周深 范丞丞、張偉麗 | 李晨、黃奕 Angelababy、馬天宇 鄭愷、孟子義 沙溢、蔣依依 白鹿、周深 范丞丞、張偉麗 | 獲得最多《夢遊天姥吟留別》所缺失的字塊                                              | 沙溢、白鹿、周深、蔣依依勝出 獲得以毛筆為主題設計的黃金飾品                                                                         | [ 12 ]       |
| 第九期 6月16日   | 好夢競賽                  | 吉林省延邊州延吉市 朝鮮族民俗園       | 個人戰 | 個人戰 | 骰出更高的點數                                                                      | 總共獲得99,000R幣團隊經費 張凌赫獲得以骰子為主題設計的黃金飾品，其他成員按順序購買相應的起居用品                                    | [ g ] [ 18 ] |
| 第十期 6月23日   | 人參競賽                  | 吉林省延邊州延吉市 朝鮮族民俗園       | 藍隊 Angelababy、周深、范丞丞、施柏宇、許宏志 粉隊 李晨、沙溢、白鹿、魏大勛、孫珍妮 | 藍隊 Angelababy、周深、范丞丞、施柏宇、許宏志 粉隊 李晨、沙溢、白鹿、魏大勛、孫珍妮 | 通過佔領點位取得更大的區域面積                                                      | 粉隊勝出 獲得十顆人參 | [ 19 ]       |
| 第十一期 7月14日 | 家族荣耀                  | 泰国曼谷 ICONSIAM                     | 古代继承者 \| 古代家族成员 \| 古代帮手 Angelababy \| 李晨、沙溢、王鹤棣 \| 范丞丞 現代继承者 \| 現代家族成员 \| 現代背叛者 \| 現代帮手 郑恺 \| 周深、Minnie、蔡徐坤 \| 宋雨琦 \| 白鹿 | 古代继承者 \| 古代家族成员 \| 古代帮手 Angelababy \| 李晨、沙溢、王鹤棣 \| 范丞丞 現代继承者 \| 現代家族成员 \| 現代背叛者 \| 現代帮手 郑恺 \| 周深、Minnie、蔡徐坤 \| 宋雨琦 \| 白鹿 | 繼承者及家族成員 淘汰背叛者及幫手 背叛者及幫手 淘汰继承者                           | 繼承者及家族成員勝出 | [ 20 ]       |
| 第十二期 7月21日 | 加入我們吧數學社          | 泰国芭提雅 Tappia Floating Cafe       | 李晨、周深 Angelababy、范丞丞 郑恺、沙溢 王鹤棣、白鹿 蔡徐坤、杨芸晴 | 李晨、白鹿 Angelababy、沙溢 郑恺、周深 王鹤棣、范丞丞 蔡徐坤、杨芸晴 | 隊伍所擁有的數字總和最大或最小                                                      | 李晨、Angelababy、沙溢、白鹿、范丞丞、王鹤棣勝出 獲得以大象為主題設計的黃金飾品                                                     | [ 21 ]       |

## 收视及反响
根据中国视听大数据发布的2023收视年报，《奔跑吧》 (第十一季)每期平均收视率0.544%，收视份额2.243%，位居年榜第一。
在先导片播出的两天後，本季節目的八名常駐成員即包揽微博一周综艺报告明星短视频篇的前八名，奔跑吧官方微博則获得节目官微榜首。此后，節目持续保持收视及相關話題的討論热度，並登上二十多个网络平台，以及十二个多平台榜单，获新华网、光明网、中国青年报、人民日报和光明日报等媒体发文赞扬或认可。
根据云合数据发布的2023年上半年及Q3综艺网播表现及用户分析报告，《奔跑吧》第十一季在2023年上半年正片有效播放9.0亿，市占率15.8%，位居全网电视综艺霸屏榜榜首（TOP20中《奔跑吧》系列共4部在榜）；在2023年7-9月正片有效播放6.0亿，市占率22.1%，位居全网电视综艺霸屏榜榜首（TOP20中《奔跑吧》系列共7部在榜）。2023全年累计正片有效播放15.9亿，市占率14.5%，位居年榜第一（奔跑吧系列共有四部位居榜单前20）。
- 注：灯塔、云合、猫眼的“全网”仅指内地四个长视频播放平台（腾讯视频、爱奇艺、优酷、芒果TV），未包括油管等海外视频平台。《奔跑吧 (第十一季)》于腾讯视频、爱奇艺、优酷三个视频平台上线，有些平台仍排序为《奔跑吧 (第七季)》。

根据新浪微博发布的《2023微博娱乐白皮书》，《奔跑吧11》位居最具影响力榜TOP1。

## 争议
在第一期节目中，李晨在游戏环节中称女嘉宾为「累赘」，节目播出后引发争议。李晨在次日通过新浪微博发布道歉，节目组在同日重播时也将相关片段全数删除处理。
因参与泰国篇节目录制的飞行嘉宾蔡徐坤在该期播出之前卷入醜聞事件，节目组紧急宣布延后播出。原定在6月30日和7月7日播出的第十一期及第十二期两集节目最终顺延兩周在7月14日和7月21日播出，并将蔡徐坤的所有镜头进行剪辑移除。

## 奖项
| 年份 | 颁奖机构                 | 奖项                       | 结果 |
| ---- | ------------------------ | -------------------------- | ---- |
| 2023 | 新浪微博2023微博视界大会 | 年度影响力作品《奔跑吧11》 | 獲獎 |

## 註解
1. ↑  包括先導片。
2. ↑  如單獨排序則為《奔跑吧》第七季。
3. ↑  参加节目时的年龄
4. 1 2  許宏志臨時接替因病缺席的郑恺，只在最终环节登场。
5. 1 2 3 4  因受蔡徐坤醜聞事件影響，節目第十一期及第十二期順延兩周播出。
6. 1 2  蔡徐坤因在播出前捲入強制墮胎醜聞，故鏡頭全數被剪輯移除。
7. ↑  鄭愷因身體原因只參與前兩項任務，並不參與最終任務環節。

## 外部連結
- 官方网站
- 奔跑吧 Keep Running的Facebook專頁
- 浙江卫视奔跑吧的Instagram帳戶
- YouTube上的奔跑吧頻道
- 奔跑吧的新浪微博